# كلير كاري
كلير كاري (بالإنجليزية: Clare Carey)‏ هي ممثلة أمريكية، ولدت في 11 يونيو 1967 برودسيا.

## أعمال

### أفلام
- (2002) وحيد في المنزل 4

### مسلسلات
- المدرب

## وصلات خارجية
- كلير كاري على موقع IMDb (الإنجليزية)
- كلير كاري على موقع أول موفي (الإنجليزية)
- كلير كاري على موقع قاعدة بيانات الفيلم (الإنجليزية)